# 羿姓
羿姓是一個中文姓氏，在《百家姓》中排第210位。

## 起源
- 始祖為夏代的后羿氏。

## 名人
- 羿忠：明代湘陰人，洪武（西元1368年-1398年）初年為遂甯知縣，有異政。
- 后羿：相傳為唐堯時人，射九日。

## 地望分佈
- 河南省蘭考縣一帶
- 山東省臨淄縣一帶

## 延伸阅读
[在维基数据编辑]
 《百家姓》
 《欽定古今圖書集成·明倫彙編·氏族典·羿姓部》，出自陈梦雷《古今圖書集成》